# Європа, Близький Схід та Африка

EMEA: Європа, Близький Схід і Африка

Європа, Близький Схід та Африка, англ. Europe, the Middle East and Africa, зазвичай скорочено EMEA — означає регіон, який включає Європу, Близький Схід та Африку. Таке скорочення особливо поширене в країнах Північної Америки.

## Країни
Регіон EMEA зазвичай включає:
| Європа                      | Європа                                              | Європа                      | Європа                        | Європа                      | Європа                          |
| Центральна та Східна Європа | Центральна та Східна Європа                         | Центральна та Східна Європа | Центральна та Східна Європа   | Центральна та Східна Європа | Центральна та Східна Європа     |
| --------------------------- | --------------------------------------------------- | --------------------------- | ----------------------------- | --------------------------- | ------------------------------- |
| Білорусь                    | Болгарія                                            | Чехія                       | Грузія                        | Угорщина                    | Молдова                         |
| Польща                      | Румунія                                             | Росія                       | Словаччина                    | Україна                     | Вірменія                        |
| Азербайджан                 | Казахстан                                           | Киргизстан                  | Таджикистан                   | Туркменістан                | Узбекистан                      |
| Північна Європа             |                                                     |                             |                               |                             |                                 |
| Данія                       | Естонія                                             | Фінляндія                   | Ісландія                      | Латвія                      | Литва                           |
| Норвегія                    | Швеція                                              |                             |                               |                             |                                 |
| Південна Європа             |                                                     |                             |                               |                             |                                 |
| Албанія                     | Боснія і Герцеговина                                | Хорватія                    | Кіпр                          | Греція                      | Італія                          |
| Косово                      | Мальта                                              | Чорногорія                  | Північна Македонія            | Португалія                  | Сербія                          |
| Словенія                    | Іспанія                                             | Туреччина                   |                               |                             |                                 |
| Західна Європа              |                                                     |                             |                               |                             |                                 |
| Австрія                     | Бельгія                                             | Франція                     | Німеччина                     | Ірландія                    | Люксембург                      |
| Нідерланди                  | Швейцарія                                           | Велика Британія             |                               |                             |                                 |
| MENA                        |                                                     |                             |                               |                             |                                 |
| Алжир                       | Бахрейн                                             | Єгипет                      | Іран                          | Ірак                        | Ізраїль                         |
| Йорданія                    | Кувейт                                              | Ліван                       | Лівія                         | Марокко                     | Оман                            |
| Палестина                   | Катар                                               | Саудівська Аравія           | Судан                         | Сирія                       | Туніс                           |
| Об'єднані Арабські Емірати  | Ємен                                                |                             |                               |                             |                                 |
| Субсахарська Африка         |                                                     |                             |                               |                             |                                 |
| Східна Африка               |                                                     |                             |                               |                             |                                 |
| Бурунді                     | Джибуті                                             | Еритрея                     | Ефіопія                       | Кенія                       | Руанда                          |
| Сомалі                      | Південний Судан                                     | Судан                       | Танзанія                      | Уганда                      |                                 |
| Центральна Африка           |                                                     |                             |                               |                             |                                 |
| Камерун                     | Центральноафриканська Республіка                    | Чад                         | Демократична Республіка Конго | Республіка Конго            | Екваторіальна Гвінея            |
| Габон                       | Сан-Томе і Принсіпі                                 |                             |                               |                             |                                 |
| Південна Африка             |                                                     |                             |                               |                             |                                 |
| Ангола                      | Ботсвана                                            | Коморські Острови           | Есватіні                      | Лесото                      | Мадагаскар                      |
| Малаві                      | Маврикій                                            | Мозамбік                    | Намібія                       | Сейшельські Острови         | Південно-Африканська Республіка |
| Замбія                      | Зімбабве                                            |                             |                               |                             |                                 |
| Західна Африка              |                                                     |                             |                               |                             |                                 |
| Бенін                       | Буркіна-Фасо                                        | Кабо-Верде                  | Гамбія                        | Гана                        | Гвінея                          |
| Гвінея-Бісау                | Кот-д'Івуар                                         | Ліберія                     | Малі                          | Мавританія                  | Нігер                           |
| Нігерія                     | Острови Святої Єлени, Вознесіння і Тристан-да-Кунья | Сенегал                     | Сьєрра-Леоне                  | Того                        |                                 |